# Crematorium I
Crematorium I was een bunker in het concentratiekamp Auschwitz I die tot crematorium met gaskamer verbouwd was.

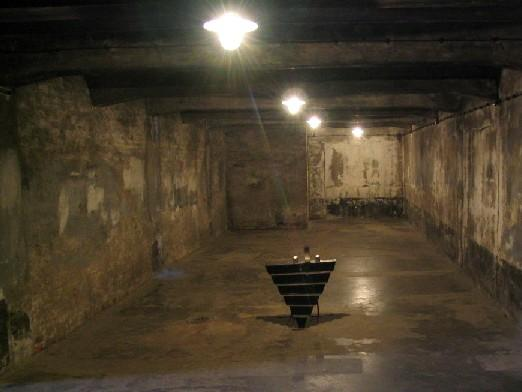
Na de oorlog werd het gebouw waar het crematorium en de gaskamer in gevestigd waren, herbouwd met originele onderdelen, naar het oorspronkelijke ontwerp. Hier de herbouwde gaskamer van Auschwitz I

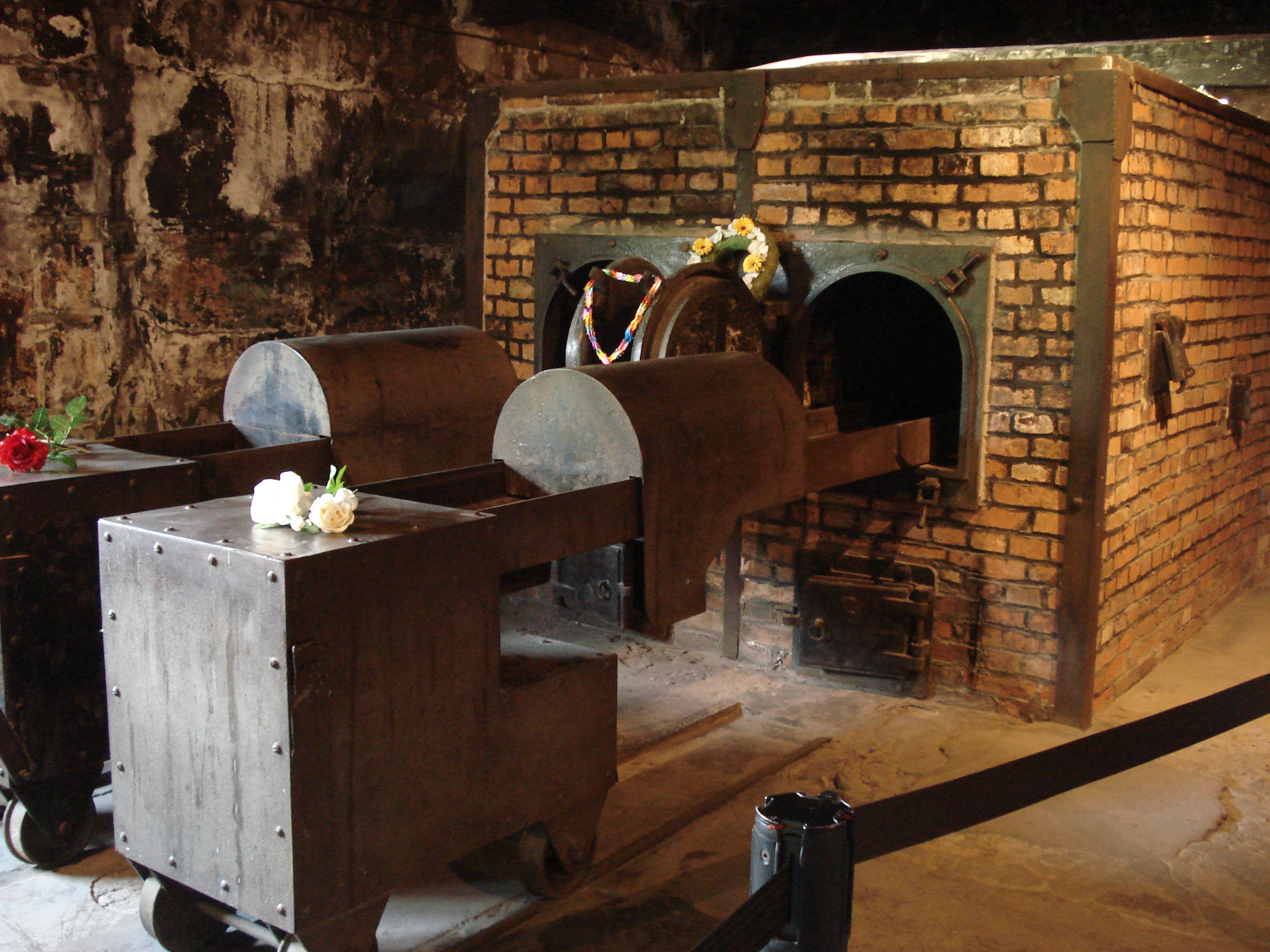
Verbrandingsoven van Auschwitz I, herbouwd na de oorlog

De bunker was bij de voormalige kazerne in gebruik als munitieopslag. De Duitse firma J. A. Topf und Söhne leverde de verbrandingsovens. De ruimte die als mortuarium was ingericht werd later omgebouwd tot gaskamer. In december 1941 vond de eerste grote vergassing hier plaats. Ongeveer negenhonderd Russische krijgsgevangenen werden met Zyklon B omgebracht.
Op 15 februari 1942 kwam het eerste joodse transport aan in Auschwitz I. De meeste joden van dit uit Bytom afkomstige transport - dat bestond uit meer dan vierhonderd gevangenen - werden bij aankomst direct naar Crematorium I gebracht.
De uitbreiding van Auschwitz I werd gecombineerd met de bouw van een nieuw en groter crematorium. Echter, de ovens bleken later niet naar het crematorium in Auschwitz I (Crematorium II) te gaan omdat ze nodig waren in het nieuwe kamp, Auschwitz II-Birkenau.
De gaskamer van Auschwitz I bleef tot mei 1942 in gebruik waarbij er naar schatting 10.000 voornamelijk Joden werden omgebracht. Het crematorium bleef tot eind juli 1943 in gebruik.
Crematorium I werd vervolgens omgebouwd tot een schuilkelder voor de SS. Hierbij werden de schoorsteen en de ovens ontmanteld en de inwerpgaten in het dak voor Zyklon B werden dichtgemaakt.
Na de oorlog zijn in 1955 als onderdeel van het Staatsmuseum Auschwitz-Birkenau twee van de drie verbrandingsovens opnieuw geplaatst en is de schoorsteen heropgebouwd. Verscheidene inwerpgaten werden opnieuw opengemaakt. Tussen de ruimte met de crematieovens en de gaskamer is een nieuwe deuropening aangebracht.